# ムスハフ解釈本
『ムスハフ解釈本』（ムスハフかいしゃくぼん）とは、イスラーム教徒以外により外国語に翻訳された、本文のみのムスハフのことである。本文に加えて、注釈や解説が含まれているムスハフについて、これをどう呼ぶかについては、はっきりとしていない 。